# Molecular and Biochemical Parasitology
Molecular and Biochemical Parasitology je mesečni recenzirani naučni časopis koji pokriva sve aspekte molekularne bilogije i biohemije parazitskih protozoa i helminta i njihovih interakcija sa definitivnim i intermedijarnim domaćinom. Ovaj časopis objavljuje Elsevier.

## Spoljašnje veze
- Zvanični veb-sajt